# Luitzen Egbertus Jan Brouwer
Luitzen Egbertus Jan Brouwer (ur. 27 lutego 1881 w Overschie, zm. 2 grudnia 1966 w Blaricum) – holenderski matematyk pracujący w dziedzinach topologii, teorii mnogości, teorii miary i analizy zespolonej.
Upamiętnia go twierdzenie o punkcie stałym, mówiące: każde odwzorowanie ciągłe n-wymiarowej kuli domkniętej w siebie ma punkt stały. Co więcej, wprowadził pojęcie stopnia odwzorowania sfery n-wymiarowej w siebie, i pokazał, że jest ono niezmiennikiem homotopii. Dowiódł ponadto twierdzenie o niezmienniczości obszaru (nazywane twierdzeniem Brouwera o niezmienniczości obszaru): podzbiór n-rozmaitości (bez brzegu) jest otwarty, gdy jest homeomorficzny z podzbiorem otwartym pewnej n-rozmaitości (tej samej lub innej). Udowodnił twierdzenie o aproksymacji symplicjalnej, które leży u podstaw topologii algebraicznej. Był jednym z wybitnych zwolenników intuicjonizmu w matematyce, poglądu, który odrzucał między innymi korzystanie z prawa wyłączonego środka jako metody dowodzenia twierdzeń.

## Życiorys
Brouwer miał kłopoty zdrowotne natury psychicznej, co po części prawdopodobnie powodowało jego podejście do matematyki. Nie poprzestawał na rozwijaniu intuicjonizmu, lecz uważał, że innej matematyki nie ma, że inna jest bez wartości. Z takim nastawieniem utrudniał działanie prestiżowego czasopisma Mathematische Annalen, którego komitetu redakcyjnego był członkiem wraz z Hilbertem. Hilbert czuł się zmuszony do usunięcia Brouwera z komitetu. Niektórzy uważają, że ten incydent odbił się na zdrowiu Brouwera. Prawdopodobnie kierunek przyczynowo-skutkowy był odwrotny: ponieważ Brouwer miał poważne kłopoty ze zdrowiem, to działał niekonstruktywnie, w sposób wysoce utrudniający współpracę z matematykami mającymi poglądy różne od Brouwera, a nawet mógł potencjalnie hamować rozwój matematyki, mimo stymulującego wpływu na analizę jej podstaw. W szczególności Brouwer wyrzekł się swoich osiągnięć naukowych w topologii, które są jego trwałym i najważniejszym wkładem do matematyki.
Od 1912 był członkiem Królewskiej Holenderskiej Akademii Sztuk i Nauk.
W latach 30. Brouwer został członkiem rady miejskiej w Blaricum, gdzie mieszkał ze swoją o 11 lat starszą żoną. Był też współzałożycielem nowego czasopisma matematycznego, Compositio Mathematica, którego pierwszy numer ukazał się w roku 1934.
W 1932 został odznaczony Orderem Lwa Niderlandzkiego.
Przeszedł na emeryturę w roku 1951. Wykładał jeszcze sporadycznie za granicą, między innymi w Afryce Południowej, Stanach Zjednoczonych i Kanadzie. Zmarł w wyniku obrażeń odniesionych w wypadku samochodowym.

## Intuicjonizm
Zarys głównych idei Brouwera pojawił się już w jego napisanej po holendersku dysertacji doktorskiej Over de Grondslagen der Wiskunde (O podstawach matematyki), a rozwinięty został w wykładzie inauguracyjnym Intuitionisme en formalisme związanym z objęciem przez Brouwera w roku 1912 stanowiska profesora na Uniwersytecie w Amsterdamie.
Wychodząc od kantowskiej interpretacji czasu jako formy naoczności zmysłu wewnętrznego, Brouwer stwierdził, że umysł ludzki dysponuje naturalną intuicją liczb naturalnych jako kolejno następujących po sobie momentów. Wynika stąd, że podstawowe sądy arytmetyki są sądami syntetycznymi a priori. Lecz również podstawowe sądy geometrii są tego rodzaju, a to dzięki aktywności umysłu, który miałby jednoczyć w "dwujedności" to, co czas rozdziela na przeszłość i przyszłość.
Zdaniem Brouwera, matematyka to swobodna działalność rozumu, która nie da się zamknąć w system aksjomatów, między innymi dlatego, że konstrukcje matematyczne są niezależne od jakiegokolwiek języka. Jest to głęboka teza filozoficzna i trudno ją rozstrzygać w tym miejscu, idzie ona jednak wbrew tradycji zaczynającej się od Platona i idącej przez Leibniza aż do Cassirera, która głosi, że myślenie abstrakcyjne jest od języka całkowicie zależne.
Poczynając od roku 1912 Brouwer rozpoczął realizację programu intuicjonizmu i pracował w tym kierunku aktywnie aż do roku 1928, gdy jego działalność matematyczna znacznie zmalała. Udało mu się między innymi zrekonstruować w duchu intuicjonizmu (tj. bez wykorzystania prawa wyłączonego środka) część teorii mnogości, teorii funkcji, podał nawet intuicjonistyczny dowód zasadniczego twierdzenia algebry. 